# CFI TV
CFI-TV est une chaîne de télévision généraliste gratuite, à destination de l'Afrique francophone ayant émis du 5 juillet 1999 au 31 décembre 2003. Diffusée par satellite, reprise par des opérateurs et distribuée soit par câble (Cameroun), soit en MMDS, et même parfois en hertzien analogique (RDC). 
CFI-TV est une émanation de Canal France International, alors présidée par Jean Stock.
Dès sa naissance, CFI-TV donne à de nombreux producteurs ou réalisateurs africains la possibilité de s'exprimer, et de faire connaître leur travail au plus grand nombre.
Le succès d'audience de la chaîne est quasiment immédiat : en quelques mois, CFI-TV devient la chaîne internationale préférée des africains francophones. 
Le changement de Président de TV5Monde et CFI en 2002, le projet déjà évoqué largement à l'époque d'une chaîne internationale d'information, "CII", la recommandation empressée de quelques responsables du Ministère des Affaires Étrangères qui ne voient pas d'un bon œil le succès rapide d'une chaîne "populaire" aux dépens d'un TV5 Afrique déjà ancien, ont eu raison, fin 2003, de l'existence de cette chaîne malgré l'attachement avéré du public africain.

## Émissions
Rate pas ton car, émission jeunesse du matin, Africa Live, concerts mensuels et Africa Hebdo, hit-parade, émissions spéciales autour du FESPACO…

## Information
- Journal d'Afrique, un quotidien en prise directe avec l'actualité du continent.
- Africatime, le rendez-vous de l'Afrique sur Internet qui propose une revue quotidienne de la presse africaine et internationale.
- Afrique Presse, le club de la presse africaine, un rendez-vous hebdomadaire en collaboration avec RFI, animé par Gilles Schneider.
- Le journal télévisé Afrique qui donne à voir toute l'actualité panafricaine - émission reprise en vidéo sur le site web correspondant de la chaîne.
- Netd@afrique, un magazine consacré aux nouvelles technologies[3].
- Espace francophone, le magazine de l'actualité francophone, ainsi que la reprise des JT de France 2 (13h) et de TF1(20h), ainsi que de la matinale de LCI.

## Fiction
Au royaume d'Abou, Les Bobodioufs, Kadi Jolie, Monia et Rama sont des sitcoms produites au Burkina Faso qui ont connu un succès extraordinaire sur CFI-TV. 
Films africains, films français (de Trois hommes et un couffin au Fabuleux destin d'Amélie Poulain), téléfilms et séries produits ou coproduits en France, dessins animés (de Lucky Luke au Petit chaperon rouge)...

## Sports
En diffusant des sports jusque-là peu exposés sur le continent (Formule 1, Rugby, Roland-Garros), mais aussi des valeurs sûres (Champions League, CAN, Coupe de France…) la chaîne est devenue incontournable dans ce domaine.

## Audience
Très rapidement leader des chaînes internationales francophones dans certains pays (Sénégal, Congo-Brazzaville, Congo-Kinshasa…) CFI-TV a souffert, dans d'importants bassins d'audience (Côte d'Ivoire, Mali, Niger) d'une distribution très limitée. Malgré cela et en moins de 2 ans, CFI-TV fait jeu égal sur l'ensemble de l'Afrique francophone avec sa "grande sœur" TV5 Afrique.

## L'équipe
- Responsables des achats : Chantal Goelo, Françoise Mas
- Programmation : Sylvie Orio, Nathalie Fleureau
- Sports : Redha Chibani
- Chef d'antenne : Frédéric Gisbert
- Directeur Programmes : Laurent Micouleau
- Directeur technique : Thomas Roux
- Webmaster : François-Xavier Raffin
- Régie finale : Cognacq-Jay Images
- PDG CFI-TV5 : Jean Stock
- DG : Jean-Claude Kuentz